# Tony Gwynn Stadium
Pour les articles homonymes, voir Gwynn.
Le Tony Gwynn Stadium est un stade de baseball à San Diego, en Californie aux États-Unis.

## Histoire
Construit en 1996 et inauguré en 1997, le stade est nommé en l'honneur de Tony Gwynn, joueur élu au Temple de la renommée du baseball, et sert de domicile aux Aztecs de San Diego State, le club de baseball de l'Université d'État de San Diego pour lequel Gwynn a évolué avant sa carrière professionnelle. Les tribunes peuvent accueillir 3 000 spectateurs. Le terrain de baseball lui-même est baptisé Smith Field, en l'honneur de Charlie Smith, longtemps entraîneur-chef du programme de baseball universitaire à San Diego.